# 森川茂
森川 茂（もりかわ しげる、Shigeru Morikawa、1958年 - ）は、日本の獣医師、農学者。厚生労働省 国立感染症研究所 名誉所員。学位は農学博士（東京大学・1991年）。元岡山理科大学獣医学部 教授。
専門は人獣共通感染症学など。特に天然痘やエムポックスなどの研究で名高い。近年は、SFTSウイルス（血小板減少症）や新型コロナウイルス感染症 (2019年)の研究もおこなう。

## 略歴
1981年 東京大学農学部 畜産獣医学科（当時名称）卒業。1983年 同大学農学系大学院（当時名称） 修士課程修了。獣医師国家試験合格。1991年 同大学農学系大学院 博士課程修了、農学博士を取得した。
1991年1月 - 1997年3月 国立予防衛生研究所 外来性ウイルス室 研究官として入所し、その後、主任研究官に昇進した。英国へ留学、オックスフォード大学NERCウイルス研究所において研究をおこなった。
1998年4月 - 2019年3月 国立予防衛生研究所から国立感染症研究所と改称され 同ウイルス第1部 外来性ウイルス室 室長に昇進。同ウイルス第3部 室長、同獣医科学部 部長などを経て、2019年4月 岡山理科大学 獣医学部獣医学科 微生物学講座 教授に着任した。
2005年 - 2011年 世界保健機関（WHO）天然痘研究評価委員会 委員、2007年 - 2019年 岐阜大学大学院 客員教授、2008年 - 2019年 東京大学大学院農学生命科学研究科 連携教授等も兼任。
2024年3月 岡山理科大学を定年退職した。
日本ウイルス学会 監事、日本バイオセーフティ学会 理事、日本獣医学会 評議委員なども務める。

## 共著書
- 『人獣共通感染症』養賢堂〈畜産学書〉、2007年10月31日。ISBN 978-4-8425-0428-5。

など。

## 所属学会
- 日本獣医学会
- 日本ウイルス学会
- 日本バイオセーフティ学会